# Lijst van beschermd erfgoed in de gemeente Bous-Waldbredimus
In deze lijst van beschermd erfgoed in de gemeente Bous-Waldbredimus zijn alle geclassificeerde nationale monumenten van de Luxemburgse gemeente Bous-Waldbredimus opgenomen.

## Monumenten per plaats

### Bous
| Object             | Bouwjaar/architect | Locatie             | Datum beschermd?      | Coördinaten                   | Afbeelding |
| ------------------ | ------------------ | ------------------- | --------------------- | ----------------------------- | ---------- |
| Historisch kerkpad |                    | rue de Luxembourg   | 11 februari 2022 (MN) |                               |            |
| Gebouw             |                    | Montée des Vignes 1 | 26 maart 2019 (IS)    | 49° 33' 22" NB, 6° 19' 51" OL |            |

### Rolling
| Object                                  | Bouwjaar/architect | Locatie         | Datum beschermd? | Coördinaten                  | Afbeelding |
| --------------------------------------- | ------------------ | --------------- | ---------------- | ---------------------------- | ---------- |
| Gebouwencomplex van de voormalige molen |                    | Rollengermillen | 6 mei 2011 (MN)  | 49° 33' 2" NB, 6° 18' 57" OL |            |

### Trintange
| Object                                                                                  | Bouwjaar/architect | Locatie                                                               | Datum beschermd?      | Coördinaten                   | Afbeelding |
| --------------------------------------------------------------------------------------- | ------------------ | --------------------------------------------------------------------- | --------------------- | ----------------------------- | ---------- |
| Orgel in de parochiekerk van Trintange van de Lotharingse fabrikant Dalstein & Haerpfer | 1878               | rue de l'Eglise                                                       | 23 augustus 2000 (MN) | 49° 34' 23" NB, 6° 16' 43" OL |            |
| Gebouw                                                                                  |                    | rue de l'Eglise 24                                                    | 4 februari 2005 (MN)  |                               |            |
| Kapel genaamd «Klaus» met aangrenzende terreinen                                        |                    | Montée de la Klaus, op een plaats genaamd «Klausberg», Trintingerthal | 31 mei 1991 (MN)      | 49° 34' 27" NB, 6° 16' 23" OL |            |

### Waldbredimus
| Object                        | Bouwjaar/architect | Locatie      | Datum beschermd?  | Coördinaten                   | Afbeelding |
| ----------------------------- | ------------------ | ------------ | ----------------- | ----------------------------- | ---------- |
| Kerk met kerkhof              |                    | rue Wiltheim | 27 mei 1963 (MN)  | 49° 33' 23" NB, 6° 17' 14" OL |            |
| Pastorie en omliggend terrein |                    |              | 19 juli 1972 (IS) |                               |            |

## Bron
- Liste des immeubles et objets classés monuments nationaux ou inscrits à l'inventaire supplémentaire